# Tajfun III

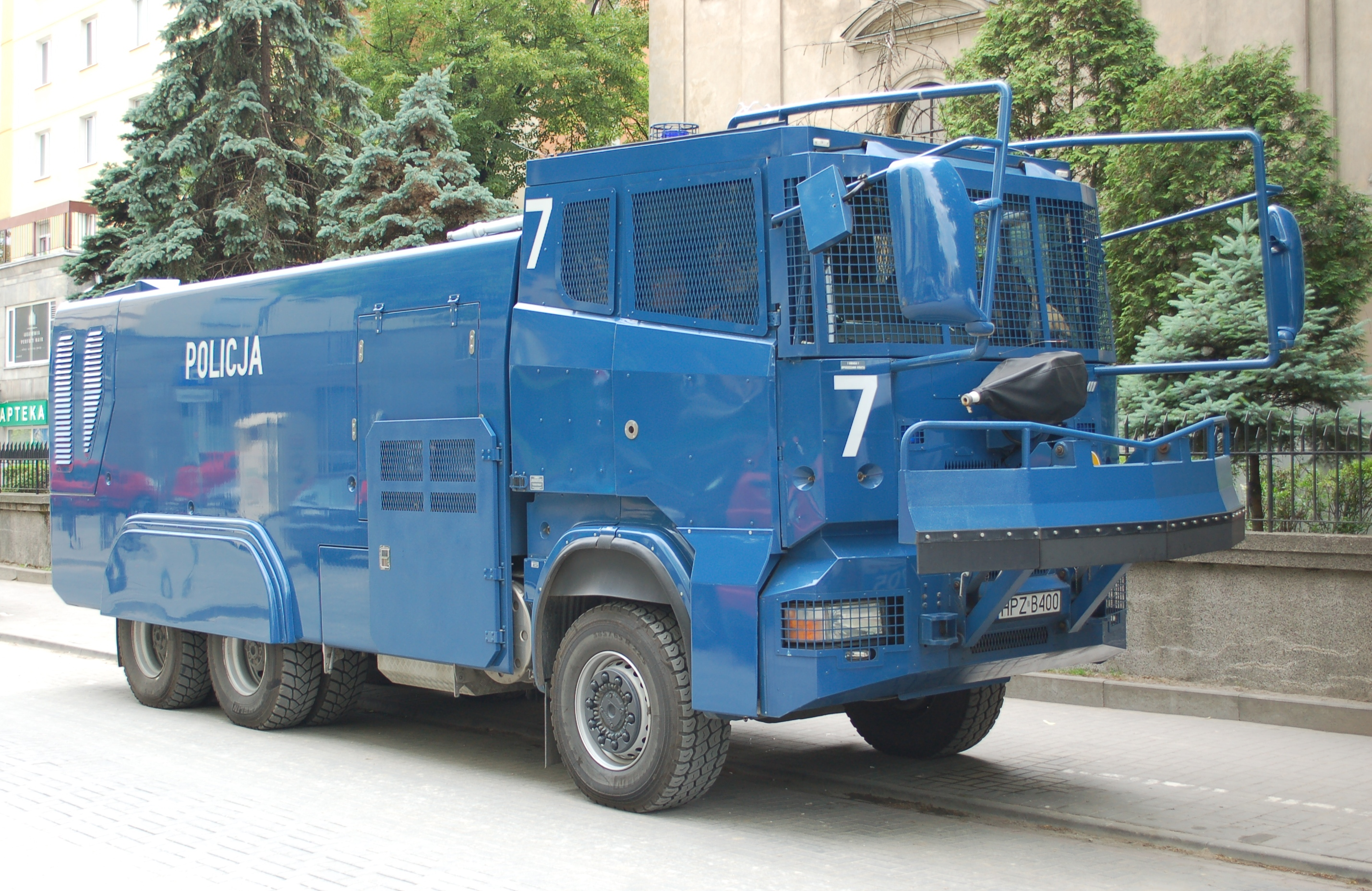
Tajfun III

Tajfun III – policyjny miotacz wody zbudowany przez ISS Wawrzaszek na płycie podłogowej Scania R420.
Pojazd posiada układ napędowy 6x6.
Zbiornik wody w pojeździe mieści 9000 litrów. Pojazd wyposażony jest w dwa działka zasilane wspólną pompą o maksymalnej wydajności 4100 l/min przy ciśnieniu 15 barów. Działka wodne są zamieszczone na dachu pojazdu (dysza o średnicy  35 mm) oraz na przodzie pojazdu (dysza o średnicy 20 mm). Posiadają odpowiednio wydajność 3100 l/min i 1000 l/min. Dodatkowo pojazd został wyposażony w 13 dysz zraszających znajdujących się dookoła karoserii. Dysze mają gasić ogień powstały ewentualnie dookoła pojazdu.
Szoferka pojazdu została wyposażona w kuloodporne szyby, a jej konstrukcja może zostać zamknięta hermetycznie.